# Pemmo de Friuli
Pemmo (O Penno) fue el duque de Friuli durante veintiséis años, aproximadamente desde el 705 hasta su muerte. Era hijo de Billo de Belluno.
Pemmo llegó al ducado en un momento en el que una guerra civil reciente había arrasado la zona. Pemmo crio a todos los niños de los muchos nobles que habían sido asesinados en la guerra en su propia casa junto a sus hijos propios. También libró tres guerras contra los eslavos de Carintia. Los derrotó tan certeramente la tercera vez, que terminaron por entrar en un tratado de paz.
Pemmo también mantuvo disputa con Calixto, patriarca de Aquilea. El patriarca estaba en desacuerdo con el obispo de Cividale y lo removió del cargo. Pemmo, en respuesta, arrestó al patriarca. Debido a esto, el rey Liutprando se dirigió a Friuli y nombró a Rachis, hijo de Pemmo, en su lugar. Pemmo huyó con sus seguidores, pero su hijo aseguró su perdón. Pemmo dejó  otros dos hijos con Ratperga: Ratchait y Astolfo, el cual llegó a ser rey.